# Blue Jeans
Blue Jeans je píseň od americké zpěvačky a skladatelky Lany Del Rey. Byla vydána dne 6. dubna 2012 jako třetí singl z jejího druhého studiového alba Born to Die. Napsala ji sama Lana Del Rey společně s Emilem Haynie a Danem Heathem. Produkce se ujal sám Haynie. Je to surf rocková balada s prvky hip hopu. I Tato píseň se setkala s pozitivní kritikou.

## Hudební video
Režie se ujal stejně jako u "Born to Die" Yoann Lemoine. Videoklip je natočen černobíle a byl vydán 19. března 2012.

## Hudební příčky
| Žebříček (2012)                              | Nejvyšší umístění |
| -------------------------------------------- | ----------------- |
| Belgie (Ultratop 50 Flanders)                | 6                 |
| Belgie (Ultratop 50 Wallonia)                | 4                 |
| Brazílie (Billboard Hot 100 Airplay)         | 6                 |
| Brazílie (Billboard Hot Pop Songs)           | 4                 |
| Dánsko (Tracklisten)                         | 35                |
| Francie (SNEP)                               | 16                |
| Chorvatsko (Airplay Radio Chart)             | 51                |
| Izrael (Media Forest)                        | 10                |
| Řecko (Billboard)                            | 8                 |
| Švýcarsko (Schweizer Hitparade)              | 39                |
| Spojené království (Official Charts Company) | 32                |
| USA (Billboard Rock Songs)                   | 41                |